# Peter Ludlow
Peter Jay Ludlow (* 16. Januar 1957) ist ein amerikanischer Sprachphilosoph, der sich insbesondere interdisziplinären Problemen wie der philosophischen Fundierung der generativen Linguistik von Noam Chomsky widmet und einflussreiche Beiträge zur Rechtsinformatik erarbeitet hat. Der Denker veröffentlicht auch unter dem Pseudonym Urizenus Sklar.

## Leben
Nach dem Bachelor (1979) an der Bethel University in Minnesota studierte Ludlow unter Chomsky und James Higginbotham am MIT sowie  dem Mathematik-Philosophen Charles Parsons an der Columbia University, wo er 1985 seinen Ph.D. erwarb. Nach seinem Abschluss lehrte der Denker, der seit 2008 Professor für Philosophie an der Northwestern University ist, an der University of Toronto, der University of Michigan und der Stony Brook University. Im Jahr 2014 ergriff die Northwestern University Disziplinarmaßnahmen gegen Ludlow wegen sexueller Zudringlichkeiten gegenüber einer Studentin; Ludlow setzt sich dagegen mit Rechtsmitteln zur Wehr.

## Werk
Philosophisch befasste sich Ludlow u. a. mit dem Verhältnis von Linguistik und Sprachphilosophie, wobei er der I-Language Hypothese von Chomsky auf Basis eines methodologischen Minimalismus seine „Ψ-language hypothesis“ entgegenstellt um Raum für die theoretische Bearbeitung mentaler Zustände unter Berücksichtigung nicht-mentaler Faktoren zu gewinnen. Von dem Artikel Interpreted Logical Forms ausgehend entwickelte der Philosoph das Konzept dynamischer Lexika natürlichen Vokabulars, wobei die Bedeutung von Alltagsbegriffen von den Konversationsteilnehmern im Gespräch ausgehandelt wird. Zudem vertritt Ludlow eine kontextualistische Position in epistemologischen Debatten, die u. a. Jason Stanley beeinflusste, und verteidigte zeitweilig metaphysischen Präsentismus.

## Buchpublikationen
- High Noon on the Electronic Frontier (1996) ISBN 0-262-62103-7
- Semantics, Tense, and Time: an Essay in the Metaphysics of Natural Language (1999) ISBN 978-0-262-12219-1
- Crypto Anarchy, Cyberstates, and Pirate Utopias (2001) ISBN 0-262-62151-7
- The Second Life Herald: The Virtual Tabloid that Witnessed the Dawn of the Metaverse (2009) ISBN 978-0-262-51322-7
- Our Future in Virtual Worlds (2010)
- The Philosophy of Generative Linguistics (2010) ISBN 978-0-19-925853-6